# Haladó Hagyományaink
A Haladó Hagyományaink  a romániai Állami Irodalmi és Művészeti Kiadó sorozata.

## Története
Első kötete, egy magyar népköltési gyűjtemény (Felszállott a páva. Szemelvények a magyar népköltészetből a XVI. századtól máig) 1951-ben, utolsó kötete, a Zajzoni Rab István válogatott versei, 1959-ben jelent meg.
Kezdeményezése Gaál Gábor nevéhez fűződik, akinek neve sorozatszerkesztőként 1951–52-ben olvasható a megjelent kötetek belső címoldalán; a későbbi köteteket, sorozatszerkesztő megjelölése nélkül a kiadó lektorai szerkesztik (közülük Dávid Gyula 6, Kacsó Sándor 3, Fodor Sándor 2 kötetet). A szerkesztők mellett az idők folyamán változik a sorozat grafikai képe is: eleinte 76x98-as, majd 70x100-as és 61x86-os formátumban, színes, majd egységesen kék fedéllel, 1957-től stilizált rajzos címlappal került a könyvpiacra fűzött és kötött változatban.
A szerkesztői koncepció a haladó hagyomány fogalmához egyformán hozzátartozónak érezte a magyar és román klasszikus irodalmat (Vörösmarty, Ady, Bessenyei, Batsányi, Thury Zoltán, Mikes Kelemen, Csokonai művét, illetve Constantin Negruzzi, Ion Luca Caragiale, Ion Creangă, Cezar Bolliac, Ioan Slavici, Nicolae Filimon, Dumitru Theodor Neculuţă, Nicolae Bălcescu művét), sőt kísérlet történik a sorozat keretében Szász János részéről a két világháború közötti romániai magyar irodalmi örökség (Korvin Sándor) és Csehi Gyula részéről a világirodalom (válogatás Heine publicisztikájából) befoglalására is. Ez utóbbiak azonban csak egyedi esetek maradnak a sorozaton belül, sem Szásznak, sem Csehinek nem akad folytatója az 50-es évek irodalompolitikai gyakorlatában érvényesülő merev – az irodalmi értékelést aktuális politikai szempontoknak alárendelő – szemlélet miatt.
A sorozat szerkesztési koncepciójának lezárulását az is befolyásolta, hogy 1953-tól párhuzamosan megindul a kiadó keretében a Magyar Klasszikusok és Román Klasszikusok sorozata, s ettől kezdve a Haladó Hagyományainkban inkább a Jancsó Elemér szerkesztette Erdélyi Ritkaságok körébe tartozó kötetek (Bathó Mihály és Czombó Mózes énekeskönyve, Zajzoni Rab István költészete és publicisztikája) jelentkeznek, noha ezekkel párhuzamosan még ebbe a sorozatba kerül A kuruckor költészete című válogatás, valamint Mikes, Csokonai, Heltai Gáspár műve.
A Haladó Hagyományaink sorozatban változó a bemutató előszavakban, bevezetőkben és jegyzetekben jelentkező filológiai hozzáállás is. A hangsúly többnyire az irodalmi örökség irodalompolitikai elvárások szerinti "újraértékelésén" van, de jelentkezik elmélyültebb filológiai igény is: Bustya Ady Endre kiadatlan novelláiból állít össze kötetet, Hajdu Győző feltérképezi Thury Zoltánnak a korabeli lapok tárcarovataiban rekedt hagyatékát, Tordai Zádor és Dávid Gyula a kuruckor költészetének egy újfajta megközelítéséhez – a kuruc örökség továbbéléséhez akár a magyar, akár a szomszédos népek népköltészetében – igyekszik szöveganyagot találni, Halász Gyula az 1850-es évek forradalmár költője és publicistája, Zajzoni Rab István művét emeli ki a feledésből. A sorozat legjelentősebb filológiai teljesítménye a Kocziány László gondozásában megjelent két XVIII. századi énekeskönyv; ezek felfedezése is az ő érdeme. A Haladó Hagyományaink sorozat keretében jutnak a lapoknál rangosabb nyilvánossághoz a romániai magyar irodalomtörténet-írás akkori eredményei. Gaál Gábor Vörösmarty-tanulmánya, Szász János esszéje Korvin Sándor költészetéről, Tordai Zádor bevezetője Bessenyei György, Jancsó Eleméré Batsányi János, Hajdu Győzőé Thury Zoltán, Szigeti Józsefé Mikes Kelemen kötetéhez az akkori irodalomtörténeti munka szintjét – esetenként leegyszerűsítő vagy az irodalomtörténeti tényeket tisztelő, de általában az esztétikumot a szociologikummal behelyettesítő hozzáállását – jelzik. Ugyanez a megközelítés észlelhető a román klasszikusokhoz írt (részben kortárs román irodalomtörténészektől fordított) bevezetőkön is.
A sorozat érdeméül tudható be, hogy elindított a pályán néhány fiatal írót, erősítve bennük az érdeklődést a román irodalom klasszikus értékei iránt (Fodor Sándor, Balla Ernő), s egy-egy írói életmű kapcsán nagyobb távon is figyelemre méltó szempontokkal járult hozzá az értékeléshez (ebben a vonatkozásban érdemel figyelmet Csehi Gyula Slavici-, Fodor Sándor N. Filimon- és Balogh Edgár Bălcescu-bevezetője).
A Haladó Hagyományaink sorozat érdemes öröksége romániai magyar könyvkiadásunknak, s egy – az irodalmi hagyománnyal szemben általában szűkkeblű – kritikus álláspontot elfoglaló korban próbálkozott az irodalomtörténeti folytonosság tudatának ébrentartásával. Román irodalmi kötetei pedig – azon túlmenően, hogy általuk erősödött román szerzőknek a magyar olvasókhoz való kötődése – nyitányát jelentették az ötvenes és hatvanas évtizedek nagyszabású kiadói és fordítói programjának, s műhelyévé váltak egy új műfordítói nemzedék elindításának és megerősítésének.